# Pselaphorhynchites
Genre
Pselaphorhynchites est un genre d'insectes de l'ordre des coléoptères (insectes possédant en général deux paires d'ailes incluant entre autres les scarabées, coccinelles, lucanes, chrysomèles, hannetons, charançons et carabes).

## Liste d'espèces
Selon ITIS:
- Pselaphorhynchites aeratoides (Fall, 1901)
- Pselaphorhynchites aeratus (Say, 1831)
- Pselaphorhynchites aureus (LeConte, 1876)
- Pselaphorhynchites cyanellus (LeConte, 1876)
- Pselaphorhynchites dilatarostris Hamilton, 1971
- Pselaphorhynchites elusus (Blatchley, 1916)
- Pselaphorhynchites fossifrons (LeConte, 1876)
- Pselaphorhynchites insularis (Fall, 1929)
- Pselaphorhynchites levirostris (Fall, 1929)
- Pselaphorhynchites lindae Hamilton, 1971
- Pselaphorhynchites macrophthalmus (Schaeffer, 1908)
- Pselaphorhynchites naso (Casey, 1885)
- Pselaphorhynchites perplexus (Blatchley, 1916)
- Pselaphorhynchites striafrons Hamilton, 1971